# 귄터 랄
귄터 랄(독일어: Günther Rall: 1918년 3월 10일 ~ 2009년 10월 4일)은 독일의 공군 군인이다. 역사상 적기 격추수 3위의 공군 에이스이다. 제2차 세계 대전 당시 275회의 공중전 승리를 기록했다. 그중 272회는 동부 전선에서였고, 그중 241기는 소련군 전투기였다. 랄은 621회 출격하여 8회 격추당하고 3회 부상당했다. 소위 임관하여 전쟁 종료 시점에는 소령 계급으로 제300전투비행단 비행단장을 맡고 있었다. 전후에는 서독 연방방위군 공군총감을 지냈다. 랄은 자신의 공중전 전과가 모두 메서슈미트 Bf 109에 탑승하여 이룬 것이라고 주장했다.